# Stephen R.L. Clark
Stephen Richard Lyster Clark (født 30. oktober 1945) er en britisk filosof og internationalt kendt på grund af sit arbejde med dyrs rettigheder. Han er i øjeblikket professor i filosofi og Leverhulme Research Fellow ved University of Liverpool.
Han specialiserer sig i religionsfilosofi, politisk filosofi, science fiction og hvordan man bør behandle ikkemenneskelige dyr. Han er forfatter af 14 bøger, deriblandt The Moral Status of Animals (1977), From Athens to Jerusalem (1984), Animals and Their Moral Standing (1997) og Biology and Christian Ethics (2000), såvel som 60 videnskabelige artikler og kapitler i yderligere 75 bøger. Han var chefredaktør på Journal of Applied Philosophy i 11 år og er forblevet medlem af redaktionens bestyrelse.
Clark er medlem af Animal Procedures Committee, som rådgiver den britiske indenrigsminister om sager vedrørende dyreforsøg. Han er også tilknyttet The Boyd Group, en tænketank oprettet af videnskabsfolk som arbejdede med dyreforsøg og aktivister som modsatte sig det.
Han arbejder i øjeblikket på Plotinus' filosofi.

## Uddannelse og akademiske stillinger
Efter han gik ud af Nottingham High School i 1964, begyndte Clark på Balliol College, Oxford, hvor han gik fra 1964 til 1968, efterfulgt af et stipendium ved All Souls College i perioden 1968-75. Han fik sin Ph.d. i 1973.
Efter Oxford holdt han forelæsninger om moralfilosofi ved University of Glasgow i ni år indtil han blev filosofiprofessor ved University of Liverpool i 1984. Han har også arbejdet ved Vanderbilt University og afholdt et Alan Richardson stipendium ved Durham University.

## Dyrs rettigheder
Clark sidder i bestyrelsen i Center on Animal Liberation Affairs, som er det første videnskabelige center som er oprettet for at fremme debatten om dyrs frigørelse.

## Værker
- Aristotle's Man (Oxford University Press, 1975)
- The Moral Status of Animals (OUP, 1977)
- The Nature of the Beast (OUP, 1982)
- From Athens to Jerusalem (OUP, 1984)
- The Mysteries of Religion (Blackwell, 1986)
- (ed.) Berkeley: Money, Obedience and Affection (Garland Press, 1989)
- Civil Peace and Sacred Order (OUP, 1989)
- A Parliament of Souls (OUP, 1990)
- God’s World and the Great Awakening (OUP, 1991)
- How to Think about the Earth (Mowbrays, 1993)
- How to Live Forever (Routledge, 1995)
- Animals and their Moral Standing (Routledge, 1997)
- God, Religion and Reality (SPCK, 1998)
- The Political Animal (Routledge, 1999)
- Biology and Christian Ethics (Cambridge University Press, 2000)
- G.K. Chesterton: Thinking Backward, Looking Forward (Templeton, 2006)